# عطاءالله جنگوک
عطاء جنگوک، (زادهٔ ۲۲ مهر ۱۳۲۷ در لار – درگذشتهٔ ۱ اردیبهشت ۱۳۸۹ در تهران) موسیقی‌دان، نوازندهٔ تار و سه‌تار و آهنگساز اهل ایران بود.

## زندگی هنری
عطاءالله جنگوک، ۲۲ مهر ۱۳۲۷ در لار متولد شد. وی مدتی شاگرد محمدحسن عذاری بود و پس از اینکه در تهران ساکن شد، از سال ۱۳۵۱ در هنرستان شبانه موسیقی تهران، موسیقی ایرانی و نوازندگی تار را نزد  علی اکبر شهنازی، نورعلی برومند، داریوش صفوت، حبیب‌الله صالحی ادامه داد. با تأسیس مرکز حفظ و اشاعه موسیقی به همت داریوش صفوت در دههٔ ۱۳۵۰، جمعی از دانشجویان موسیقی و نوازندگان جوان از جمله: محمدرضا لطفی، داود گنجه‌ای، حسین علیزاده، علی‌اکبر شکارچی و داریوش طلایی به این مرکز پیوستند. عطاء جنگوک نیز کمی بعد به این جمع پیوست.
حاصل همکاری وی با مرکز حفظ و اشاعه موسیقی چندین کنسرت و تولید چند نوار کاست با صدای پریسا و پس از انقلاب ۱۳۵۷، ساختن چند سرودهای انقلابی بود. از جملهٔ سرود‌هایی که وی در آن زمان ساخت می‌توان به  سرودی با مطلع «دشمن ما منطق ضد بشر دارد» اشاره کرد.
او همچنین در زمینهٔ تولید موسیقی محلّی نیز با استفاده از سازهای سنتی فعّال بود و آلبوم‌های مال‌کنون (کوچ) و هی‌جار در موسیقی بختیاری با صدای مسعود بختیاری، موسیقی محلی فارس و کتاب بیست ترانه محلی فارس (با همکاری محمدرضا درویشی) از آثار او در این زمینه ‌است. از آلبوم موسیقی مال‌کنون به عنوان یکی از موفق‌ترین آثار موسیقی محلی در ایران نام برده شده‌است.
وی همچنین فارغ‌التحصیل رشتهٔ موسیقی از دانشکدهٔ هنرهای زیبا بود و پیشینه‌ای طولانی در آموزش موسیقی در مراکز آموزشی دولتی و خصوصی داشت. عطاء جنگوک تلاش‌های بسیاری برای حفظ و احیای موسیقی بختیاری انجام داد. آلبوم تکنوازی سه تار " نوای بی نهفت " از بهترین اجراهای دستگاه نوا محسوب می‌شود که علاوه برداشتن قطعات ضربی بسیار زیبا، گوشه‌های دستگاه نوا با برداشتی بدیع به اجرا درآمده‌اند. وی در سال‌های آخر عمر بیشتر وقت خود را به تدریس گذراند. از او به عنوان یکی از بهترین آموزگاران تار و سه تار نام برده می‌شد که شیوهٔ نوازندگی و ردیف‌های علی اکبر شهنازی را به خوبی تدریس می‌کرد. نیما جنگوک، پسر عطاء جنگوک، مدرس و کاندیدای دکترای جامعه شناسی در دانشگاه اتاوای کانادا است که میراث پدر را با پژوهش، تالیف و سخنرانی در زمینه ی علوم اجتماعی، فلسفه، و موسیقی زنده نگاه داشته است. نوا جنگوک، فرزند عطاءالله جنگوک، از خوانندگان موسیقی ایرانی است. محمود رحمانی مستندساز شناخته شده ی ایرانی فیلمی درباره کاست مال کنون را در دست ساخت داشت که با مرگ استاد جنگوک نیمه کاره باقی مانده است.

## آثار
- چشم به راه (خواننده: شهرام ناظری)
- همسایه (خواننده: علیرضا افتخاری)
- سرو و ماه (خواننده: بهرام باجلان)[۴]
- مال‌کنون با صدای مسعود بختیاری
- نوروز، تکنوازی سه‌تار و «سرو ماه»، «یار کدیم» در مورد موسیقی بندر عباس
- آلبوم تکنوازی سه تار " نوای بی نهفت "هی جار
- پر ستاره
- یار کدیم
- موسیقی مجموعهٔ مستند تلویزیونی «چتر سبز نخل جهرم»، کارگردان: احمد ضابطی جهرمی ۱۳۶۶[۷]

## درگذشت
عطاءالله جنگوک که در روزهای پایانی عمرش به علت سکته مغزی در بیمارستان بستری شده بود، بعد از ظهر روز چهارشنبه ۱ اردیبهشت ۱۳۸۹ در سن ۶۲ سالگی درگذشت. پیکر عطاءالله جنگوک ۴ اردیبهشت ۱۳۸۹، در قطعهٔ هنرمندان بهشت زهرا به خاک سپرده شد.